# إدوين هولغيت
إدوين هولغيت هو رسام كندي، ولد في 19 أغسطس 1892 في إنيسفيل في كندا، وتوفي في 21 مايو 1977 في مونتريال في كندا.